# Liste der Naturdenkmale in Dahme/Mark

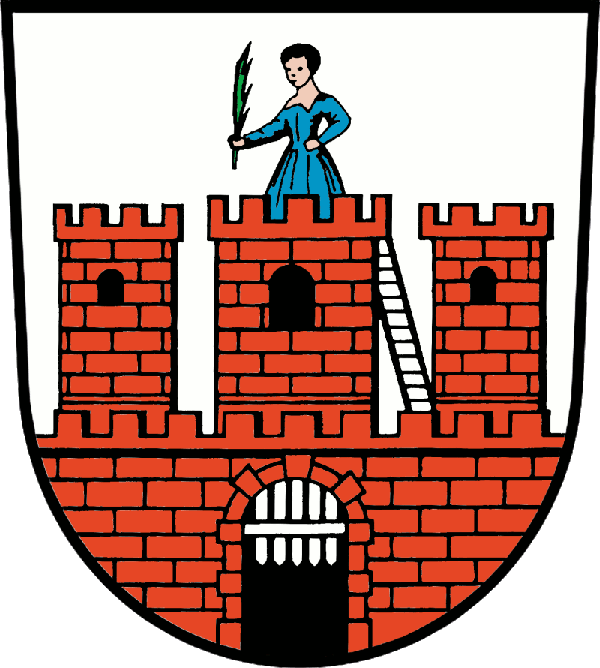
Wappen von Dahme (Mark)

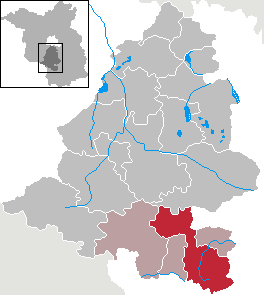
Lage von Dahme-Mark

Die Liste der Naturdenkmale in Dahme/Mark enthält alle Naturdenkmale der brandenburgischen Stadt Dahme/Mark und ihrer Ortsteile, welche durch Rechtsverordnung geschützt sind. Naturdenkmäler sind Einzelschöpfungen der Natur, deren Erhaltung wegen ihres beeindruckenden Aussehen, ihrer Seltenheit, ihren Alter oder ihrer Eigenart sowie ihrer ökologischen, wissenschaftlichen, geschichtlichen, volks- oder heimatkundlichen Bedeutung im öffentlichen Interesse liegt oder den Landschaftsraum prägen. Grundlage sind die Veröffentlichungen des Landkreises Teltow-Fläming, wo durch die entsprechenden staatlichen Behörden per Rechtsverordnung oder Gesetz die Naturdenkmale festgesetzt wurden. Dabei wird durch die Festsetzung in 4 verschiedene Kategorien unterschieden:
- Bäume – „Bäume, Baumreihen, Baumgruppen, Alleen, Relikte natürlicher Wälder“[3]
- Findlinge[4]
- Naturdenkmal nass – „Hohlformen, Quellen/Salzaustritte, Moore, Moorseen, Feuchtwiesen, natürliche Bachläufe“[5]
- Naturdenkmal trocken – „Erosionsrinnen, Trockentäler, Dünen, Trockenhänge, Heiden, Erdfälle, Trockenrasen“[6]

## Legende
In den Spalten befinden sich folgende Informationen:
- Nr.: Identifizierungsnummer nach veröffentlichter Liste. Sie wird von der unteren Naturschutzbehörde des Landkreises oder der kreisfreien Stadt vergeben. Wenn sie bekannt ist, wird sie angegeben. In dieser Spalte kann sich zusätzlich das Wort Wikidata befinden, der entsprechende Link führt zu Angaben zu diesem Naturdenkmal bei Wikidata.
- Bezeichnung: Benennung des Naturdenkmals, in der Regel wird bei Bäume die Baumart genannt. Bekannte Eigennamen werden mit angegeben.
- Gemarkung: Ort oder Gemarkung, in der sich das Naturdenkmal befindet
- Lage: Nennt die Lage des Naturdenkmals im jeweiligen Ortsteil und die geografischen Koordinaten des Naturdenkmals. Link zu einem Kartenansichtstool, um Koordinaten zu setzen. In der Kartenansicht sind Naturdenkmale ohne Koordinaten mit einem roten beziehungsweise orangen Marker dargestellt und können in der Karte gesetzt werden. Denkmale ohne Bild sind mit einem blauen bzw. roten Marker gekennzeichnet, Denkmale mit Bild mit einem grünen beziehungsweise orangen Marker.
- Beschreibung: die Beschreibung des Naturdenkmales
- Schutzzweck: Erläutert den Grund der Unterschutzstellung
- Bild: Zeigt ein Bild des Naturdenkmales und gegebenenfalls ein Link zu weiteren Fotos im Medienarchiv Wikimedia Commons

## Buckow

### Bäume
| Bild                           | Bezeichnung                | Lage                                                                      | Beschreibung | Schutzzweck                                                           | Nummer                                  |
| ------------------------------ | -------------------------- | ------------------------------------------------------------------------- | ------------ | --------------------------------------------------------------------- | --------------------------------------- |
| Weitere Bilder Fotos hochladen | Linde (Tilia spec.) (Baum) | Buckow, Dorfplatz; Flur 1, Flurstück 5 (51° 56′ 49,4″ N, 13° 23′ 46,1″ O) |              | Eigenart (Alter-weit ü. wirt. Nutzalter, Größe), Schönheit (Ortsbild) | Blattnummer: 415, Registernummer: B0009 |

## Dahme/Mark

### Bäume
| Bild                                    | Bezeichnung             | Lage                                                                                              | Beschreibung                      | Schutzzweck                                   | Nummer                                  |
| --------------------------------------- | ----------------------- | ------------------------------------------------------------------------------------------------- | --------------------------------- | --------------------------------------------- | --------------------------------------- |
| BW                                      | Linde (Baum)            | Dahme, Eingang zur Kirche; Flur 3, Flurstück 816 (hist. 254/2) (51° 52′ 18,4″ N, 13° 25′ 43,3″ O) | ehemalig, im August 2020 gefällt. | Eigenart (Alter, Größe)                       | Blattnummer: 494, Registernummer: B0049 |
| Weitere Bilder Fotos hochladen          | Rosskastanie (Baum)     | Dahme, Ortsausgang nach Zagelsdorf; Flur 12, Flurstück 320 (51° 52′ 29,1″ N, 13° 26′ 10,9″ O)     | ehemalig                          | Eigenart (Alter, Größe)                       | Blattnummer: 500, Registernummer: B0011 |
| Direkt Bild zu diesem Denkmal hochladen | Rosskastanie (Baum)     | Dahme, 0,2 km O Kirche, Geschwister Scholl-Str.; Flur 3, Flurstück 229, 860 (hist. 220, 254/2) () | ehemalig                          | Eigenart (Alter, Größe), Schönheit (Ortsbild) | Blattnummer: 502, Registernummer: B0048 |
| Direkt Bild zu diesem Denkmal hochladen | Baumgruppe (Baumgruppe) | Dahme, N und W Kirche, Nordhag, Stadtmauer; Flur 3, Flurstück 273/1, 64/1 ()                      | ehemalig                          | Eigenart (Alter, Größe), Schönheit (Ortsbild) | Blattnummer: 503, Registernummer: B0050 |
| Direkt Bild zu diesem Denkmal hochladen | Allee (Allee)           | Dahme, 0,6 km NO Kirche, Str. nach Zagelsdorf; Flur 12, Flurstück 237/4, 237/5 ()                 | ehemalig                          | Landeskundliche Bedeutung                     | Blattnummer: 509, Registernummer: B0047 |

## Gebersdorf

### Bäume
| Bild                                    | Bezeichnung  | Lage                                                             | Beschreibung | Schutzzweck                                                                       | Nummer                                  |
| --------------------------------------- | ------------ | ---------------------------------------------------------------- | ------------ | --------------------------------------------------------------------------------- | --------------------------------------- |
| Direkt Bild zu diesem Denkmal hochladen | Eiche (Baum) | Gebersdorf, 0,1 km N Kirche; Flur 6, Flurstück 246 (hist. 19) () | ehemalig     | Eigenart (Alter)                                                                  | Blattnummer: 501, Registernummer: B0052 |
| Direkt Bild zu diesem Denkmal hochladen | Eiche (Baum) | Gebersdorf, S Kirche; Flur 6, Flurstück 58/1, 58/2 ()            | ehemalig     | Eigenart (Alter), Schönheit (Ortsbild), Wissenschaftliche Bedeutung (Dendrologie) | Blattnummer: 504, Registernummer: B0051 |

## Heinsdorf

### Naturdenkmal Nass
| Bild | Bezeichnung         | Lage                                                                                         | Beschreibung | Schutzzweck                                                | Nummer                                  |
| ---- | ------------------- | -------------------------------------------------------------------------------------------- | ------------ | ---------------------------------------------------------- | --------------------------------------- |
| BW   | Tränke (Hohlform)   | Heinsdorf, 1,5 km NNO Ort; Flur 1, Flurstück 104 (51° 56′ 35,1″ N, 13° 20′ 33,6″ O)          |              | Erdgeschichtliche Bedeutung, Naturgeschichtliche Bedeutung | Blattnummer: 102, Registernummer: N0239 |
| BW   | Rötpfuhl (Hohlform) | Heinsdorf, 1,2 km O Ort; Flur 2, Flurstück 57, 58/1, 58/2 (51° 55′ 23,9″ N, 13° 21′ 22,1″ O) |              | Erdgeschichtliche Bedeutung, Naturgeschichtliche Bedeutung | Blattnummer: 101, Registernummer: N0241 |

## Kemlitz

### Bäume
| Bild                                    | Bezeichnung                | Lage                                                                                      | Beschreibung | Schutzzweck                                        | Nummer                                  |
| --------------------------------------- | -------------------------- | ----------------------------------------------------------------------------------------- | ------------ | -------------------------------------------------- | --------------------------------------- |
| BW                                      | Linde (Tilia spec.) (Baum) | Kemlitz, Kirchengrundstück, Flur 2, Flurstück 21, 24/3 (51° 50′ 52,7″ N, 13° 31′ 36,9″ O) |              | Eigenart (Alter, Ausbildungsform, besondere Größe) | Blattnummer: 420, Registernummer: B0061 |
| Direkt Bild zu diesem Denkmal hochladen | Linde (Baum)               | Kemlitz, 0,5 km O Kirche, Dorfstr, Flur 2, Flurstück 26 ()                                | ehemalig     | Eigenart (Alter)                                   | Blattnummer: 508, Registernummer: B0062 |

### Trocken
| Bild | Bezeichnung            | Lage | Beschreibung | Schutzzweck                | Nummer                                 |
| ---- | ---------------------- | --- | ------------ | -------------------------- | -------------------------------------- |
| BW   | Alte Elbe (Trockental) | Altsorgefeld, Kemlitz, Altsorgefeld, 0,7 km W Ortsrand, Kemlitz, 1,2 km SW Kirche; Flur 1 bzw. 4, 5, Flurstück A: 2/1, K: 1/3 bzw. 50/3 (51° 50′ 16,7″ N, 13° 31′ 3,7″ O) |              | naturgeschichtliche Gründe | Blattnummer: 20, Registernummer: T0372 |

## Liepe

### Naturdenkmal Nass
| Bild | Bezeichnung              | Lage | Beschreibung | Schutzzweck                                                | Nummer                                  |
| ---- | ------------------------ | --- | ------------ | ---------------------------------------------------------- | --------------------------------------- |
| BW   | Park Liepe (Quellgebiet) | Liepe, 0,1 km N Ortsrand; Flur 1, Flurstück 11/1, 12/1, 42, 43/24, 43/31, 43/33, 43/34, 172, 178, 179 (51° 57′ 14,9″ N, 13° 21′ 55,1″ O) |              | Erdgeschichtliche Bedeutung, Naturgeschichtliche Bedeutung | Blattnummer: 104, Registernummer: N0355 |

## Niebendorf

### Bäume
| Bild | Bezeichnung                                          | Lage | Beschreibung      | Schutzzweck                                     | Nummer                                  |
| ---- | ---------------------------------------------------- | --- | ----------------- | ----------------------------------------------- | --------------------------------------- |
| BW   | Birkenberg Weiße Maulbeere (Morus alba) (Baumgruppe) | Niebendorf, 1 km SW Ort Abgrenzung gegenüber Ackerfläche; Flur 1, Flurstück 93 (51° 55′ 23,8″ N, 13° 18′ 33,1″ O) | 8 Bäume, ehemalig | Schönheit (Ortsbild), landeskundliche Bedeutung | Blattnummer: 421, Registernummer: B0121 |

### Naturdenkmal Nass
| Bild | Bezeichnung           | Lage                                                                              | Beschreibung | Schutzzweck                | Nummer                                  |
| ---- | --------------------- | --------------------------------------------------------------------------------- | ------------ | -------------------------- | --------------------------------------- |
| BW   | Rötpfuhl (Hohlform)   | Niebendorf, 1,0 km SW Ort; Flur 1, Flurstück 115 (51° 55′ 8″ N, 13° 18′ 28″ O)    |              | naturgeschichtliche Gründe | Blattnummer: 106, Registernummer: N0074 |
| BW   | Werftpfuhl (Hohlform) | Niebendorf, 0,6 km SW Ort; Flur 1, Flurstück 110/2 (51° 55′ 17″ N, 13° 18′ 46″ O) |              | naturgeschichtliche Gründe | Blattnummer: 105, Registernummer: N0240 |

## Rosenthal

### Bäume
| Bild                           | Bezeichnung | Lage | Beschreibung | Schutzzweck                  | Nummer                                  |
| ------------------------------ | ----------- | --- | ------------ | ---------------------------- | --------------------------------------- |
| Weitere Bilder Fotos hochladen | Ulme (Baum) | Rosenthal, vor Rosenthal 58 (ehemals Dorfstraße); Flur 1, Flurstück 1/6 (51° 51′ 51,4″ N, 13° 27′ 43,3″ O) | ehemalig     | Eigenart (Alter), Seltenheit | Blattnummer: 495, Registernummer: B0127 |

## Schöna-Kolpien (Schöna)

### Bäume
| Bild | Bezeichnung                           | Lage                                                                  | Beschreibung | Schutzzweck                                                          | Nummer                                  |
| ---- | ------------------------------------- | --------------------------------------------------------------------- | ------------ | -------------------------------------------------------------------- | --------------------------------------- |
| BW   | Wacholder (Juniperus communis) (Baum) | Schöna, Kirchhof; Flur 3, Flurstück 329 (51° 48′ 54″ N, 13° 27′ 1″ O) | ehemalig     | Eigenart (Größe), wissenschaftliche Gründe (Dendrologie), Seltenheit | Blattnummer: 423, Registernummer: B0128 |

## Schöna-Kolpien (Kolpien)

### Naturdenkmal Nass
| Bild                           | Bezeichnung               | Lage                                                                                        | Beschreibung | Schutzzweck                                                | Nummer                                  |
| ------------------------------ | ------------------------- | ------------------------------------------------------------------------------------------- | ------------ | ---------------------------------------------------------- | --------------------------------------- |
| Weitere Bilder Fotos hochladen | Dahmequelle (Quellgebiet) | Kolpien, 1,3 km O Ort; Flur 5, Flurstück 25–27, 42–49, 51–53 (51° 49′ 36″ N, 13° 28′ 29″ O) |              | Erdgeschichtliche Bedeutung, Naturgeschichtliche Bedeutung | Blattnummer: 103, Registernummer: N0359 |

## Wahlsdorf

### Bäume
| Bild                           | Bezeichnung         | Lage                                                                                               | Beschreibung | Schutzzweck                                   | Nummer                                  |
| ------------------------------ | ------------------- | -------------------------------------------------------------------------------------------------- | ------------ | --------------------------------------------- | --------------------------------------- |
| Weitere Bilder Fotos hochladen | Rosskastanie (Baum) | Wahlsdorf, Dorfstraße; Flur 2, Flurstück 20/2, 349 (hist. 18/2) (51° 57′ 12,7″ N, 13° 19′ 32,6″ O) | ehemalig     | Eigenart (Alter, Größe), Schönheit (Ortsbild) | Blattnummer: 496, Registernummer: B0130 |

### Naturdenkmal Nass
| Bild | Bezeichnung           | Lage                                                                           | Beschreibung | Schutzzweck                                                | Nummer                                  |
| ---- | --------------------- | ------------------------------------------------------------------------------ | ------------ | ---------------------------------------------------------- | --------------------------------------- |
| BW   | Siebken (Quellgebiet) | Liepe, NW Ortsrand; Flur 2, Flurstück 240 (51° 57′ 23,6″ N, 13° 21′ 10,4″ O)   |              | Erdgeschichtliche Bedeutung, Naturgeschichtliche Bedeutung | Blattnummer: 107, Registernummer: N0896 |
| BW   | Rötpfuhl (Hohlform)   | Wahlsdorf, 1,0 km OSO Ort; Flur 2, Flurstück 253 (51° 57′ 6″ N, 13° 20′ 33″ O) |              | Erdgeschichtliche Bedeutung, Naturgeschichtliche Bedeutung | Blattnummer: 108, Registernummer: N0242 |

## Zagelsdorf

### Bäume
| Bild                           | Bezeichnung                                 | Lage | Beschreibung | Schutzzweck                                   | Nummer                                  |
| ------------------------------ | ------------------------------------------- | --- | ------------ | --------------------------------------------- | --------------------------------------- |
| Weitere Bilder Fotos hochladen | Linde (Baum)                                | Zagelsdorf, Dorfzentrum am Teich; Flur 1, Flurstück 25 (51° 53′ 5,6″ N, 13° 27′ 28,3″ O)                             | ehemalig     | Eigenart (Alter), Schönheit (Ortsbild)        | Blattnummer: 497, Registernummer: B0269 |
| Weitere Bilder Fotos hochladen | Sommerlinde (Tilia cf. platyphyllus) (Baum) | Zagelsdorf, Dorfzentrum, Str. ggü. der Kirche; Flur 1, Flurstück 26, 27, 300 (51° 53′ 6,8″ N, 13° 27′ 25,2″ O)       |              | Eigenart (Alter, Größe), Schönheit (Ortsbild) | Blattnummer: 424, Registernummer: B0270 |
| Weitere Bilder Fotos hochladen | Linde (Baum)                                | Zagelsdorf, Dorfausgang Richtung Görsdorf, am Straßenrand; Flur 1, Flurstück 291/1 (51° 53′ 3,3″ N, 13° 27′ 36,2″ O) | ehemalig     | Eigenart (Alter, Größe)                       | Blattnummer: 506, Registernummer: B0268 |
| BW                             | Stieleiche (Quercus robur) (Baum)           | Zagelsdorf, nord-östlicher Dorfrand; Flur 1, Flurstück 54, 148 (51° 53′ 12″ N, 13° 27′ 18,8″ O)                      |              | Eigenart (Alter, Schönheit)                   | Blattnummer: 424, Registernummer: B0910 |